# Liberdade (região)
A região da Liberdade (castelhano: Región de La Libertad) é uma das 25 regiões do Peru, sua capital é a cidade de Trujillo. E tem dois Patrimônios Mundiais declarados pela UNESCO, o Parque Nacional do Rio Abiseo em 1983 e Chan Chan em 1986. É líder nacional no setor agroexportador e na produção de ouro. E é o segundo departamento com mais eleitores segundo o JNE a partir de 2021. E com uma população de mais de 2 milhões de liberteños a partir de 2020. Possui a segunda maior frota de automóveis do Peru.

## Províncias (capital)
1. Ascope (Ascope)
2. Bolívar (Bolívar)
3. Chepén (Chepén)
4. Gran Chimú (Cascas)
5. Julcán (Julcán)
6. Otuzco (Otuzco)
7. Pacasmayo (San Pedro de Lloc)
8. Patáz (Tayabamba)
9. Sánchez Carrión (Huamachuco)
10. Santiago de Chuco (Santiago de Chuco)

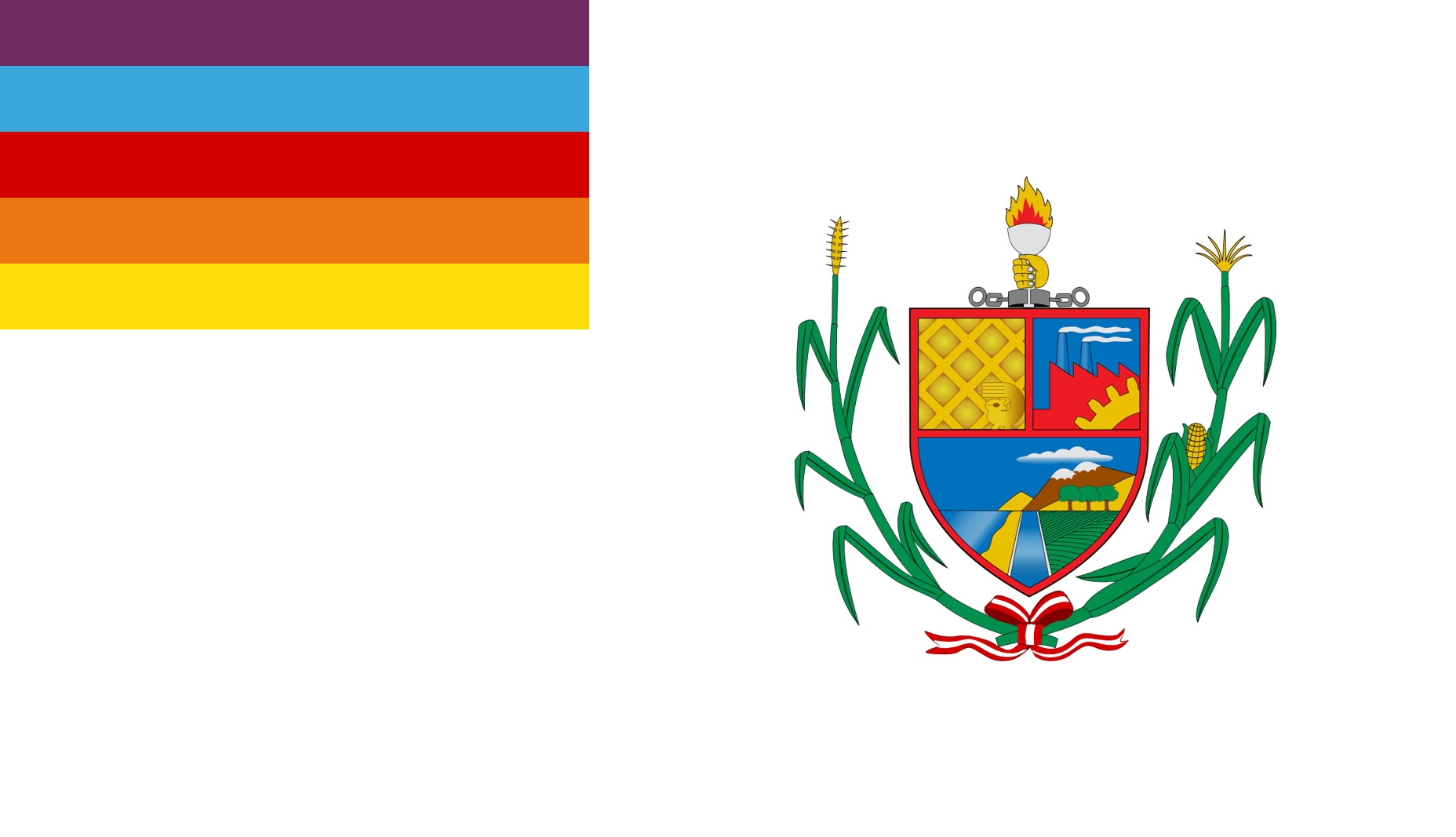
Bandeira de La Libertad

11. Trujillo (Trujillo)
12. Virú (Virú)